# Pauridia longituba
Pauridia longituba är en enhjärtbladig växtart som beskrevs av M.F.Thomps. Pauridia longituba ingår i släktet Pauridia och familjen Hypoxidaceae. Inga underarter finns listade i Catalogue of Life.